# Міжнародна конфедерація практичної стрільби
Міжнародна конфедерація практичної стрільби (МКПС; англ. International Practical Shooting Confederation) — конфедерація спортивних організацій, що займаються практичною стрільбою. При визначенні переможців змагань береться до уваги потужність набою, влучність та швидкість стрільця.

## Заснування та організація
МКПС була заснована в травні 1976 року на конференції в Колумбії, штат Міссурі. Участь у конференції взяли ентузіасти практичної стрільби зі всього світу, на ній було узгоджено статут організації та правила змагань. Джефф Купер був обраний першим президентом МКПС.
Оскільки МКПС є міжнародною організацією, вона об'єднує організації з практичної стрільби з різних країн.